# Dibernardia bilineata
Dibernardia bilineata — вид змій родини полозових (Colubridae). Ендемік Бразилії.

## Поширення і екологія
Dibernardia bilineata мешкають на сході Бразилії, в штатах Ріо-де-Жанейро, Сан-Паулу, Мінас-Жерайс, Парана, Санта-Катаріна і Ріу-Гранді-ду-Сул. Вони живуть у вологих атлантичних лісах, зустрічаються на висоті до 1610 м над рівнем моря. Ведуть наземний і денний спосіб життя, живляться ящірками і амфібіями. Відкладають яйця.